# Rheotanytarsus exiguus
Rheotanytarsus exiguus är en tvåvingeart som först beskrevs av Oskar Augustus Johannsen 1905.  Rheotanytarsus exiguus ingår i släktet Rheotanytarsus och familjen fjädermyggor. Inga underarter finns listade i Catalogue of Life.